# Anatoliy Bulakov
Anatoliy Bulakov est un boxeur soviétique né le 3 février 1930 et mort le 19 septembre 1994.

## Biographie
Champion d'Union soviétique des poids mouches entre 1949 et 1954, Bulakov participe aux Jeux olympiques d'été de 1952 en combattant dans cette catégorie et remporte la médaille de bronze. L'année suivante, il remporte également la médaille de bronze aux championnats d'Europe de Varsovie.

## Palmarès

### Jeux olympiques
- Médaille de bronze en -51 kg en 1952 à Helsinki, Finlande

### Championnats d'Europe
- Médaille de bronze en -51 kg en 1953 à Varsovie, Pologne